# Мяу (кот)
Мяу (англ. Meow, также англ. Meow the obese cat; ок. 2010 — 5 мая 2012, Санта-Фе, США) — кот, страдавший сильным ожирением. На момент смерти его масса составляла 18 кг (как правило, кошки весят 4—5 кг). Мяу получил широкую известность в Интернете, когда приют выложил информацию о его диете на странице в Facebook.
Мяу родился примерно в 2010 году. Он оказался в приюте весной 2012 года после того, как 87-летняя хозяйка более не смогла о нём заботиться. Мяу почти не мог самостоятельно передвигаться из-за ожирения. Приют начал программу по снижению веса у кота. Он был посажен на строгую диету с высоким содержанием белков. В дальнейшем ему планировалось найти новых хозяев. Кота несколько раз показали на телевидении, в том числе на ток-шоу Андерсона Купера. В ходе лечения Мяу удалось сбросить 0,9 кг. Однако 2 мая у него начались проблемы с дыханием на фоне избыточного веса. Он был доставлен в ветеринарную клинику. 5 мая кот скончался от лёгочной недостаточности.
Мяу считался одной из самых тяжёлых кошек в мире. Известно также о коте из Австралии по кличке Химми (англ. Himmy), чья масса составляла 21,3 кг. Химми скончался в 1986 году. В дальнейшем Книга рекордов Гиннесса решила удалить пункты о самом тяжёлом животном из опасения, что хозяева начнут специально перекармливать питомцев. Кот Принц Чанк, как сообщается, весил около 20 кг.